# بي فور يو ميوزيك
بي فور يو ميوزيك (بالإنجليزية: B4U Music)‏ هي قناة تلفزيونية موسيقية مجانية في الهند والعالمية مملوكة لشركة شبكة بي فور يو المحدودة.

## الشعار

الشعار المستخدم من 1999 إلى 2009

## روابط خارجية
- الموقع الرسمي